# Михаел Шаранг
Михаел Шаранг (на немски: Michael Scharang) е австрийски поет, белетрист, есеист и автор на радиопиеси.

## Житейски и творчески път
Михаел Шаранг е роден на 3 февруари 1941 г. в Капфенберг, Щирия в работническо семейство.
Шаранг следва философия, история на изкуството и театрознание във Виенския университет и защитава докторска дисертация върху драмите на Роберт Музил.
През седемдесетте години Михаел Шаранг публикува политически и социално ангажирани романи и есета, като се стреми с помощта на литературата да промени обществените порядки. Издава сборник с поетическа проза (или: прозаична поезия) под заглавие „Край на разказването и други разкази“ (1970), в който е включен текстът „Отговорният уволнява безотговорния“ – този текст дава основата на телевизионен филм. Писателят публикува също сборник с есета „За еманципацията на изкуството“ (1971), романа „Чарли Трактора“ (1973), прозаичния сборник „Все някой трябва да се подчинява“ (1973) и романите „Синът на един земеделски работник“ (1976) и „Човек на живота“ (1979).

## Политика
В 1978 г. Михаел Шаранг напуска Австрийската комунистическа партия, чийто член е бил в продължение на половин десетилетие. Смята, че литературата трябва да взима страна, но да не бъде партийно-политическа. Той е от малцината творци на австрийския литературен авангард, който плодотворно съчетава в произведенията си езикова и социална критика, теория на медиите и фактография.
Шаранг живее като писател на свободна практика във Виена и Ню Йорк.

## Награди и отличия
- 1970: „Литературна награда на Виена“
- 1970: Staatsstipendium des Bundesministeriums für Unterricht, Kunst und Kultur für Literatur
- 1976: „Литературна награда на Виена“
- 1984: „Австрийска държавна награда за литература“
- 1985: und 1992 Elias-Canetti-Stipendium der Stadt Wien
- 1989: New-York-Stipendium des Kranichstein-Literaturpreises des Deutschen Literaturfonds Darmstadt
- 1995: „Австрийска награда за художествена литература“
- 1999/2000: Robert-Musil-Stipendium
- 2000: „Литературна награда на провинция Щирия“
- 2005: Fernsehpreis der Österreichischen Erwachsenenbildung
- 2006: Goldene Romy (für das beste Drehbuch)